# Differenziazione planetaria

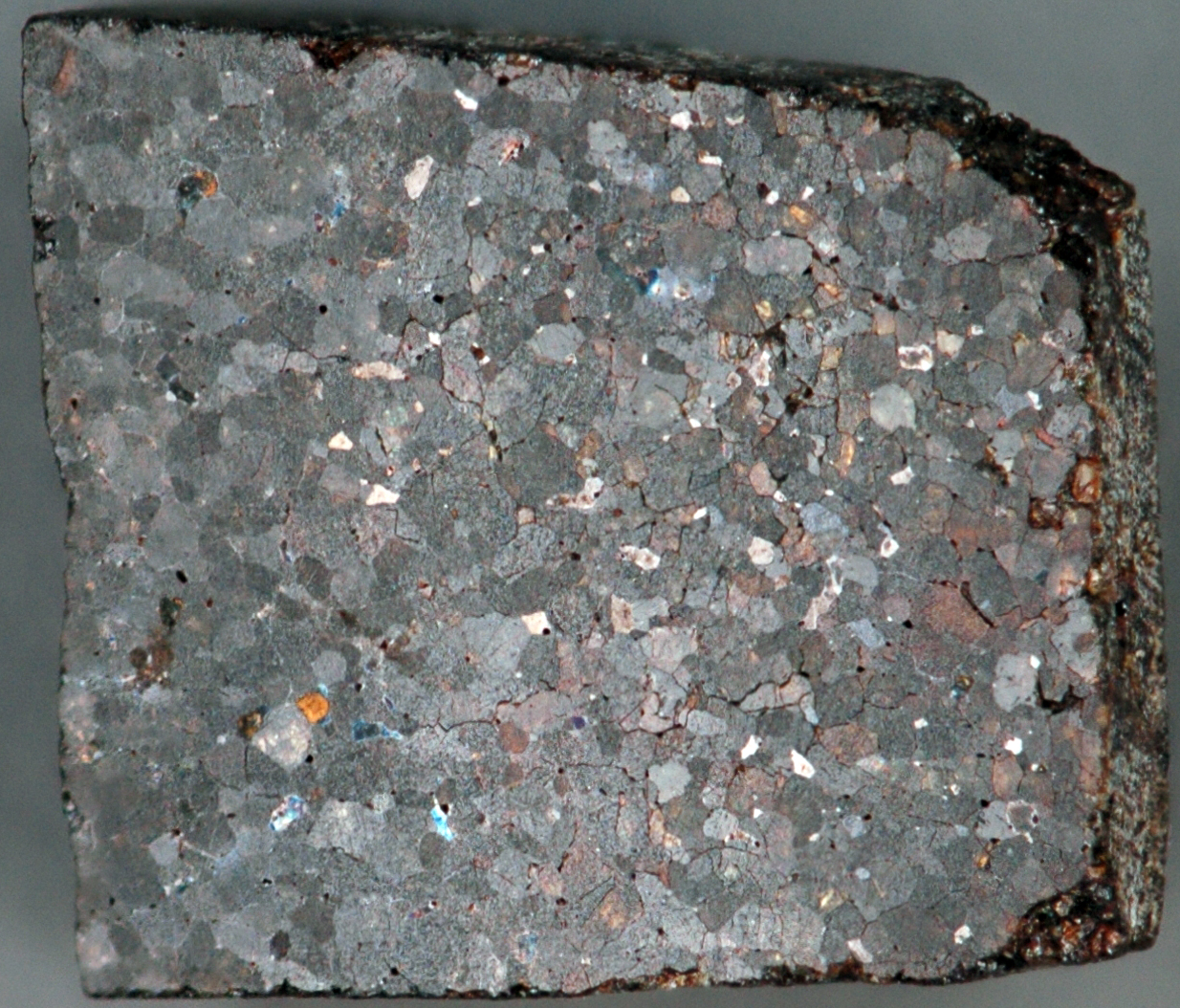
La differenziazione degli elementi all'interno di un campione di meteorite.

In planetologia la differenziazione planetaria è il processo di separazione dei differenti elementi che costituiscono un corpo planetario come conseguenza delle loro caratteristiche fisiche e chimiche. Il processo tende a formare un nucleo, un mantello e a volte una crosta chimicamente distinta sopra il mantello.

## Differenziazione gravitazionale
Per differenziazione gravitazionale si intende un processo che porta gli elementi costitutivi di un corpo celeste autogravitante in formazione ad agglomerarsi secondo diversi livelli, a seconda della propria natura fisica. Nella fattispecie, gli elementi più densi (principalmente i metalli), a causa della loro maggiore forza peso (e quindi a causa della forza di gravità), tenderanno a stabilizzarsi nella zona centrale del corpo; viceversa, gli elementi meno densi si disporranno nelle zone più superficiali. Questo è possibile in quanto un corpo celeste in formazione, a causa delle forti forze gravitazionali e del decadimento radioattivo di alcuni metalli che lo compongono, presenta una temperatura elevatissima alla quale gli elementi fondono e sono quindi più mobili.
La differenziazione si verifica maggiormente nei corpi sferici o tendenzialmente sferici (nei quali gli effetti autogravitazionali sono più pronunciati); ne è una prova il fatto che gli oggetti piccoli e dalla forma irregolare, come gli asteroidi, presentino grandi quantità di metalli anche nelle zone superficiali.

## Differenziazione chimica
Sebbene la maggior parte dei materiali si differenzi in base alla propria densità, gli elementi che sono chimicamente legati tra loro si differenziano in base alle loro affinità chimiche, "trasportati" dai materiali più abbondanti ai quali sono legati. Per esempio sulla Terra, sebbene l'elemento uranio puro sia molto denso, in tracce è più compatibile chimicamente con gli elementi leggeri come i silicati, per questo motivo è più diffuso nella crosta terrestre che nel nucleo metallico.

## Pianeti e lune rocciose

La differenziazione degli strati della Terra.

Nel caso dei pianeti rocciosi e dei satelliti di grosse dimensioni, perlomeno quelli finora conosciuti, il processo di differenziazione gravitazionale ha portato alla costituzione di un nucleo composto principalmente da ferro e nichel con una temperatura minima di 1300 K, necessaria per consentire il processo differenziazione; le temperature dei nuclei dei pianeti rocciosi del Sistema Solare sono in generale superiori ai 3000 K. A queste temperature i metalli sono fusi, ma se la pressione è sufficientemente elevata, le parti più interne del nucleo risultano solide, mentre le parti meno interne, a causa della minore pressione, sono allo stato liquido. Si avrà in questo caso una differenziazione in nucleo interno e esterno, come è il caso della Terra.

Più superficialmente rispetto al nucleo, si trova uno strato di materiale roccioso (perlopiù silicati) allo stato solido, con una minima percentuale di fuso, chiamato mantello; infine, in superficie, uno strato solido (a causa delle basse temperature) di materiale roccioso di varia natura, chiamato crosta.